# Lista de embaixadores da Albânia na Santa Sé
A Lista de embaixadores albaneses na Santa Sé fornece uma visão geral do chefe de representação diplomática albanesa na Santa Sé, desde o estabelecimento das relações diplomáticas entre os dois países.
| No cargo entre | Nome             | Cargo                   |
| -------------- | ---------------- | ----------------------- |
| 1993–1996      | Willy Gjon Kamsi | Embaixador              |
| 1997–2002      | Jul Bushati      | Embaixador              |
| 2002–2006      | Zef Bushati      | Embaixador              |
| 2006–2013      | Rrok Logu        | Embaixador              |
| 2013–          | Majlinda Dodaj   | Encarregado de negócios |